# Medimno
Il medimno (in greco antico: μέδιμνος?, médimnos) era, nell'antica Grecia, una unità di misura di capacità per le sostanze secche.

## Storia
Il medimno era una unità di misura di capacità per gli aridi, il cui valore assoluto variava da una località all'altra, come peraltro si verificava per tutte le unità di misura del mondo antico.
Il medimno era una unità di misura utilizzata da Solone per costruire il sistema timocratico alla base della società ateniese (594 a.C.). Rappresentava l'unità di risorse primarie (cibo) che si potevano produrre per la comunità. Un medimno corrispondeva a 6 sestieri, unità che a sua volta corrispondeva a 8 chenici, e ciascun chenice valeva 4 cotili, secondo il sistema di misura greco di capacità.
Nell'Attica il medimno (che corrispondeva a 192 cotili) era pari a circa 51,84 l in quanto nel sistema attico delle misure l'unità, il cotile, valeva 0,27 litri.